# Cementerio civil
Un cementerio civil es una necrópolis sin adscripción concreta y, en general, dependientes orgánicamente de un ayuntamiento. En ellos es donde los fallecidos son enterrados voluntariamente al dejarlo testamentado, o por decisión de sus familiares, o donde las leyes de un país concreto no permiten su inhumación en otro tipo de cementerios (religiosos, militares, etc). Su titularidad puede ser estatal, municipal o privada.

## Historia
En España Carlos III ordenó en 1787, por razones de salud pública, que los enterramientos se realizaran fuera de las iglesias, iniciando la construcción de cementerios al aire libre y fuera de las ciudades, pero seguían siendo "camposantos católicos". Los cementerios civiles surgieron, en parte, por la necesidad de enterrar a extranjeros no católicos. En 1831, Fernando VII autorizó la construcción de cementerios protestantes. El primero se construyó en Málaga. Desde entonces hay cementerios segregados por religiones: judíos, musulmanes, etc. Pero hasta 1854, no se comenzó la construcción de los cementerios civiles propiamente dichos, y debían serlo a expensas del erario municipal.

## Características

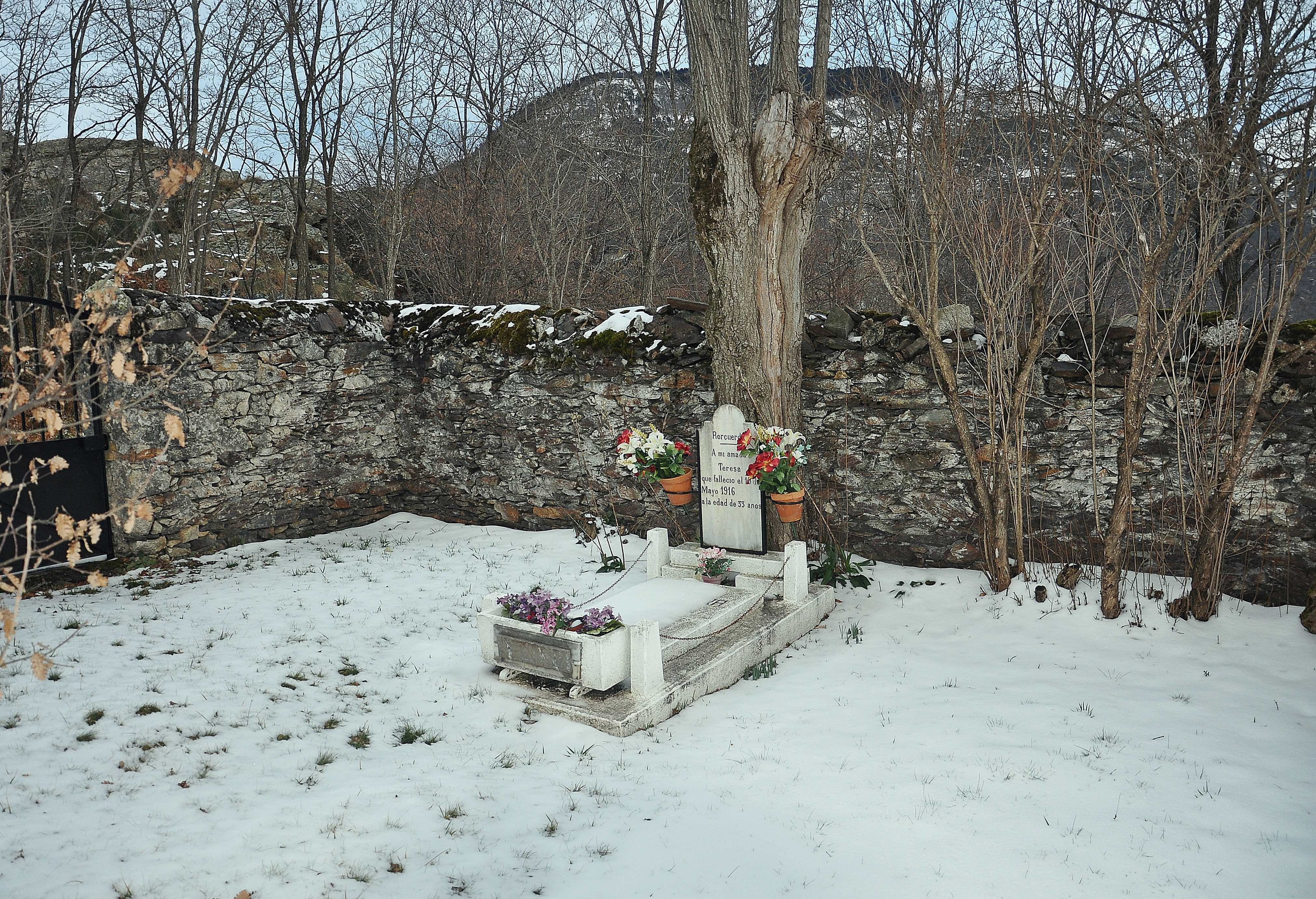
Cementerio de Teresa.

Los cementerios civiles pueden ser un espacio singular, o formar parte de un cementerio más amplio del que están segregados. Los cementerios civiles en España fueron denominados como “los corralillos”. En ellos se enterraban a las personas que se suicidaban, los no bautizados, los extranjeros o los no católicos. Pero también era el destino final voluntario de librepensadores, para mantener la laicidad en sus enterramientos, muchas veces expresado en los epitafios de sus lápidas.